# Ernelinde, princesse de Norvège
Ernelinde, princesse de Norvège (título original en francés; en español, Ernelinda, princesa de Noruega) es una tragédie lyrique en tres actos con música de François-André Danican Philidor y libreto de Antonine Alexandre Henri Poinsinet, basado en el libreto de la ópera de Francesco Silvani La fede tradita, e vendicata. Se estrenó en la Salle des Machines del Palacio de las Tullerías, Ópera de París el 24 de noviembre de 1767.

## Historia
Después de su estreno en 1767, fue revisada como Sandomir, príncipe de Dinamarca y se estrenó en el mismo teatro el 24 de enero de 1769. Todavía en tres actos se revisó aún más, esta vez como Ernelinde para Versalles el 11 de diciembre de 1773. El libreto fue luego reescrito para una versión en cinco actos por Michel-Jean Sedaine estrenándose en la Ópera de París el 8 de julio de 1777. 
Las representaciones de 1777, con su exótica ambientación vikinga, suscitó suficiente interés para provocar parodias. Una de Jean-Etienne Despréaux, titulada Berlingue, se estrenó en el Théâtre Royal de la Cour di Choisy-le-Roy el 13 de septiembre, otra obra anónima titulada Sans dormir se dio en la Opéra-Comique el 12 de octubre.

## Personajes
| Personaje                       | Tesitura | Reparto del estreno, 24 de noviembre de 1767 | Primera revisión, 24 de enero de 1769 | Segunda revisión, 11 de diciembre de 1773 | Tercera revisión, 8 de julio de 1777 |
| ------------------------------- | -------- | -------------------------------------------- | ------------------------------------- | ----------------------------------------- | ------------------------------------ |
| Ricimer, rey de los godos       | barítono | Henri Larrivée                               | Larrivée                              | Larrivée                                  | Larrivée                             |
| Sandomir, príncipe de Dinamarca | tenor    | Joseph Legros                                | Legros                                | Legros                                    | Legros                               |
| Ernelinde, princesa de Noruega  | soprano  | Marie Jeanne Larrivée                        | Marie Jeanne Larrivée                 | Marie Jeanne Larrivée                     | Rosalie Levasseur                    |
| Rodoald, rey de Noruega         | bajo     | Nicolas Gélin                                |                                       |                                           |                                      |

## Argumento
Una saga de la época vikinga sobre la lucha por el control de Noruega, Suecia y Dinamarca - y la mano de la princesa noruega Ernelinde.